# Prix Walter-Owen
 (octobre 2023).
Le prix Walter-Owen est attribué tous les deux ans (années paires) à un livre de littérature juridique en français. Les années impaires, il est attribué à un livre en anglais. 
Il vise à récompenser l'excellence dans la rédaction juridique et de nouvelles contributions exceptionnelles à la doctrine juridique canadienne.
Il est remis par le Barreau canadien et prend la forme d'une somme de 10 000$ en espèces financée par la Fondation pour la recherche juridique. 